# Ghost Light (Doctor Who)
Ghost Light (Lumière fantôme) est le deuxième épisode de la 26e saison de la première série de Doctor Who. L'épisode fut diffusé en trois parties du 4 au 18 octobre 1989.

## Accroche
1883, le Docteur amène Ace dans le manoir hanté qui la terrorisait lorsqu'elle était adolescente. Ses occupants semblent devenu fou et ne vivent que la nuit. Bientôt, ils découvrent un vaisseau spatial dans la cave avec d'étranges occupants.

## Distribution
- Sylvester McCoy — Le Docteur
- Sophie Aldred — Ace
- Ian Hogg — Josiah Samuel Smith
- Michael Cochrane — Redvers Fenn-Cooper
- Carl Forgione — Nimrod
- Sharon Duce — Control
- John Nettleton — Révérant Ernest Matthews
- Katharine Schlesinger — Gwendoline
- Frank Windsor — Inspecteur Mackenzie
- Brenda Kempner — Mrs Grose
- Sylvia Syms — Mrs Pritchard
- John Hallam — Light

## Résumé
1883, à Perivale près de Londres, le manoir de Gabriel Chase est sous le contrôle du mystérieux Josiah Samuel Smith qui a lavé le cerveau de ses occupants. S'y trouve Nimrod, un serviteur proche de l'homme de Néandertal, Gwendoline, la fille du maître de maison, Mrs Pritchard, la maîtresse de maison, Redvers Fenn-Cooper, un explorateur fou et le révérend Ernest Matthews, opposant acharné de Charles Darwin et de sa théorie de l'évolution. Tous n'apparaissent que la nuit, faisant fuir les serviteurs chargés d'entretenir le lieu.
Le TARDIS se matérialise à l'intérieur du manoir et l'on apprend qu'adolescente, Ace s'était retrouvé dans le manoir en 1983 et qu'elle y avait senti une présence démoniaque. Cette anecdote a poussé le Docteur à l'y amener, sans son consentement. Après avoir fait la connaissance des différents occupants, ils s'aventurent à l'intérieur des couloirs. Ace découvre que la cave cache un ancien vaisseau spatial où deux créatures étranges semblent s'occuper d'un être enfermé à l'intérieur. De son côté le Docteur trouve dans le bureau rempli d'animaux empaillés, un humain en animation suspendue, l'Inspecteur Mackenzie, qui était venue quelques années auparavant enquêter sur la disparition du Maître des lieux. Pendant ce temps Matthews finit par être transformé par Josiah Smith en homme des cavernes pour son amusement.
Le Docteur finit par rejoindre Ace dans le vaisseau et s'aperçoivent que si Josiah tire ses pouvoirs du vaisseau, il ne le maîtrise pas et semble avoir peur d'une créature se trouvant dans la cave et se nommant « Control ». Le jour revient et Josiah et les occupants s'enfuient tandis qu'Ace s'endort. À la nuit tombée, le Docteur révèle aux occupants du manoir qu'avec l'aide de Control, il a relâché la créature du vaisseau, un être nommé « Light » et s'identifiant comme étant un ange. Des milliers d'années auparavant, Light est venu sur Terre pour y cataloguer les créatures et collecter des échantillons, dont Nimrod fait partie. Il était venu avec Control et Smith qui étaient chargés de surveiller l'expédition. Mais Smith s'est rebellé, a poussé Light en hibernation et pris la forme d'un gentleman de l'ère victorienne. Ayant pris possession du manoir Chase, il y a invité l'explorateur Fenn-Cooper et lui a lavé le cerveau de sorte qu'il puisse l'invité dans l'entourage de la Reine Victoria. Son but étant de prendre la tête de Empire britannique.
Light se montre ennuyé par les changements qui ont eu lieu durant son hibernation, ce qui ruine son catalogue. Alors que Mrs Prichard et Gwendoline sortent de leur hypnose et découvrent qu'elles sont mère et fille, Light les changent en pierre et transforme l'inspecteur Mackenzie en soupe primordiale. Pendant ce temps, Control évolue pour devenir une femme tandis que le Docteur convainc Light de la futilité de s'opposer au changement. Ces révélations font exploser Light dont l'essence se dissipe à travers la maison, et Ace révèle qu'il en a résulté une forme d'atmosphère démoniaque qui l'a poussé à brûler cette maison après son exploration de 1983. Fenn-Cooper sort de son hypnose et Smith finit par devenir la créature enfermé dans le vaisseau. Control, Fenn-Cooper et Nimrod décident d'utiliser le vaisseau spatial et de continuer la mission de cataloguer l'univers.

### Continuité
- Le Docteur se demande si le fusil de chasse n'est pas chinois, en référence au fusil de Litefoot dans l'épisode « The Talons of Weng-Chiang » qui se passait à la même période.